# ザ・ブレイクスルー
『ザ・ブレイクスルー』（The Breakthrough）は、2005年12月に発売されたメアリー・J. ブライジの7枚目のスタジオ・アルバム。
ジャム&ルイス、ロドニー・ジャーキンスといった、3枚目のアルバム『シェア・マイ・ワールド』(Share My World) 以来のプロデューサーに加え、ロン・フェア、 クール&ドレー、J.U.S.T.I.C.E. リーグ、ウィル・アイ・アム（ブラック・アイド・ピーズ）、ナインス・ワンダー、ドレー&ヴァイダル、ブライアン・マイケル・コックス、ショーン・ギャレット、デイヴェル・マッケンジー、ラファエル・サディーク、デイヴ・ヤング、D・エミール、インフィニティ(ジョーダン・スーコフ) など、数多くの豪華なプロデューサー陣を迎えて制作された『ザ・ブレイクスルー』はメアリーの力量が存分に発揮された充実の出来栄えとなり、リリース翌月の2006年1月7日付の全米アルバムチャート初登場1位、発売1週間で72万7,163枚という驚異的な売上数を記録した。この記録は2006年度の発売週最多売上数であると同時に、女性R&Bソロ・アーティスとしては過去最高記録の樹立となった。
その後も順調に売上げ数を伸ばし310万枚以上のセールスとなった『ザ・ブレイクスルー』は、2005年9月に先行リリースされ大ヒットとなっていたシングル「ビー・ウィザウト・ユー」(Be Without You)と共に、2006年度のビルボード誌年間R&B/ヒップホップチャートの1位を獲得。その他グラミー賞を始め様々な各賞を受賞し、メアリー・J. ブライジのキャリアを代表するアルバムの一つとなった。

## コンセプト
アルバムに「Breakthrough (現状突破)」というタイトルを付けた理由については、以前「No More Drama (もう波乱万丈はまっぴら)」と5枚目のアルバム『ノー・モア・ドラマ』(No More Drama)で言ってみたものの、その後もいろいろ体験の中でどうやって「ドラマ」から抜け出すべきかを考え続けていたメアリーが、自分にとっての一番大きな障壁は「自分自身」だいうことを学び、様々な葛藤や自己分析（soul search）を経た結果、「自分自身に関して変えられない部分、変えられる部分」の両方含めて自身を愛し自信を持つことができた、その「突破」できた思いが込められたものとなった。
そうしたコンセプトを核心的に最も表した曲として、トラック6「グッド・ウーマン・ダウン」(Good Woman Down)、トラック7「テイク・ミー・アズ・アイ・アム」(Take Me as I Am)などを挙げている。歌詞的に、トラック5「ゴナ・ブレイクスルー feat. ブルック」(Gonna Breakthrough feat. Brook)、トラック10「MJB・ダ・MVP feat. 50セント」(MJB da MVP feat. 50 Cent)などにも、「ブレイクスルー」の世界観が表現されている。
ボイストレーニングもハードなトレーニングを重ねた結果、気張らなくても声が伸び伸びと出るようになり、鳥が自由に羽根を羽ばたかせるような感じになったともメアリーは語っている。また、総勢20名以上ものプロデューサー陣を迎えた大胆なアルバム構成になった点については、「ベストのベストを作りたかった」、「あらゆる扉をノックしたかった」という意思の元、自分が描こうとしている絵に適切な色を入れるための必要なマテリアルをすべて揃えようとしているうちに、かなり大勢のプロデューサーを起用することになったとしている。
『ザ・ブレイクスルー』の後にリリースされた2006年のベスト・アルバム『リフレクションズ～ア・レトロスペクティブ』(Reflections (A Retrospective))には、『ザ・ブレイクスルー』からは最多の4曲が選曲され、そこにもメアリーの7作目『ザ・ブレイクスルー』に対する自信が看取される。なお、日本盤の帯コピーは「これが、ありのままの私・・・。」である。

## トラック・リスト
| #         | タイトル | 作詞・作曲 | プロデューサー | 時間  |
| --------- | --- | --- | --- | ----- |
| 1.        | 「ノー・ワン・ウィル・ドゥ」(No One Will Do)                                                                      | エリック・オーティス、ケヴィン・クロウ（J.U.S.T.I.C.E. リーグ）、 クリフォード・L. ブラウン III、 デイヴ・ヤング、 バニー・シグラー | J.U.S.T.I.C.E. リーグ、 メアリー・J. ブライジ、 デイヴ・ヤング                                                                | 4:47  |
| 2.        | 「イナフ・クライン feat. ブルック」(Enough Cryin feat. Brook)                                                     | ロドニー・ジャーキンス、 ショーン・ギャレット、 ショーン・カーター（ジェイ・Z） | ロドニー・ジャーキンス、 ショーン・ギャレット                                                                                 | 4:21  |
| 3.        | 「アバウト・ユー feat. ウィル・アイ・アム and ニーナ・シモン」(About You feat. will.i.am and Nina Simone)         | メアリー・J. ブライジ、 ウィル・アイ・アム、 ケイス・ハリス、 アンソニー・ニューリー、 レスリー・ブリカッス | ウィル・アイ・アム | 4:04  |
| 4.        | 「ビー・ウィザウト・ユー」(Be Without You)                                                                        | メアリー・J. ブライジ、 ブライアン・マイケル・コックス、 ジェイソン・ペリー、 ジョンティ・オースティン | ブライアン・マイケル・コックス、 メアリー・J. ブライジ、 ロン・フェア、 ヤング・スモーク                                      | 4:06  |
| 5.        | 「ゴナ・ブレイクスルー feat. ブルック」(Gonna Breakthrough feat. Brook)                                           | メアリー・J. ブライジ、 ダイアナ・ゴードン、 D・エミール、 コーラン・ウェイジス、 ハリー・パーマー | D・エミール、 メアリー・J. ブライジ、 ロン・フェア                                                                            | 4:00  |
| 6.        | 「グッド・ウーマン・ダウン」(Good Woman Down)                                                                     | メアリー・J. ブライジ、 ショーン・ギャレット、 パトリック・ダウシット（ナインス・ワンダー）、 ロバート・アリエス、 フレディ・ジャクソン、 メリッサ・モーガン | ナインス・ワンダー、 ショーン・ギャレット、 ロン・フェア                                                                      | 4:08  |
| 7.        | 「テイク・ミー・アズ・アイ・アム」(Take Me as I Am)                                                               | ジョーダン・スーコフ（インフィニティ）、 エゼキエル・ルイス、キャンディス・ネルソン（ザ・クラッチ ）、 ケリー・ヒルソン、 タビソ・N、 ロニー・リストン・スミス | インフィニティ、 ロン・フェア、 メアリー・J. ブライジ                                                                         | 3:57  |
| 8.        | 「バゲージ」(Baggage)                                                                                             | メアリー・J. ブライジ、 ジェイムズ・ハリス 3世、テリー・ルイス（ジャム&ルイス）、 ボビー・ロス・アビラ、イザヤ・J. アビラ（パースペクティブ・レコード ）、 ジェイムズ・Q・ライト（サウンズ・オブ・ブラックネス）、 デイヴ・ヤング                                                                          | ジャム&ルイス、 ボビー・ロス・アビラ、 イザヤ "Iz" アビラ、 メアリー・J. ブライジ、 デイヴ・ヤング                            | 3:36  |
| 9.        | 「キャント・ハイド・フロム・ラヴ feat. ジェイ・Z」(Can't Hide from Luv feat. Jay-Z)                               | メアリー・J. ブライジ、 アンドレ・ハリス、ヴァイダル・デイヴィス（ドレー&ヴァイダル）、 ライアン・トビー | ドレー&ヴァイダル | 3:53  |
| 10.       | 「MJB・ダ・MVP feat. 50セント」(MJB da MVP feat. 50 Cent)                                                         | カーティス・ジャクソン（50セント）、 ジェイソン・テイラー（ゲーム）、 アンドレ・リヨン、マルセロ・ヴァレンツァーノ（クール&ドレー）、 ノーマン・ハリス、 ロン・ベイカー、 アラン・フェルダー、 ジェームス・ジョンソン（リック・ジェームス）、 パトリース・ラッシェン、 カレン・エヴァンス、 ロイ・エアーズ | メアリー・J. ブライジ、 クール&ドレー、 パトリック・ディレット                                                                | 4:00  |
| 11.       | 「キャント・ゲット・イナフ」(Can't Get Enough)                                                                    | メアリー・J. ブライジ、 ジェイムズ・ハリス 3世、テリー・ルイス（ジャム&ルイス）、 ボビー・ロス・アビラ、イザヤ・J. アビラ（パースペクティブ・レコード） | ジャム&ルイス、 ジェイムズ・“ビッグ・ジム”・ライト（サウンズ・オブ・ブラックネス）、 ボビー・ロス・アビラ、 イザヤ・J. アビラ | 3:40  |
| 12.       | 「エイント・リアリー・ラヴ」(Ain't Really Love)                                                                   | メアリー・J. ブライジ、 ブライアン・マイケル・コックス、 ジョンタ・オースティン、 キャンディス・チルドレス | ブライアン・マイケル・コックス、 ジョンタ・オースティン、 ロン・フェア                                                        | 4:40  |
| 13.       | 「アイ・ファウンド・マイ・エヴリシング feat. ラファエル・サディーク」(I Found My Everything feat. Raphael Saadiq) | メアリー・J. ブライジ、 ラファエル・サディーク、 ケルヴィン・ウッテン、 ロバート・オズマ（ジェイク・アンド・ザ・ファットマン） | ラファエル・サディーク、 ジェイク・アンド・ザ・ファットマン、 トロイ・テイラー                                                | 5:23  |
| 14.       | 「ファザー・イン・ユー」(Father in You)                                                                           | メアリー・J. ブライジ、 アンドレ・ハリス、ヴァイダル・デイヴィス（ドレー&ヴァイダル）、 ライアン・トビー | ドレー&ヴァイダル | 5:23  |
| 15.       | 「アローン feat. デイヴ・ヤング」(Alone feat. Dave Young)                                                         | デイヴェル・マッケンジー、 デイヴ・ヤング | デイヴェル・マッケンジー、 メアリー・J. ブライジ、 デイヴ・ヤング                                                             | 4:29  |
| 16.       | 「ワン with U2」(One with U2)                                                                                     | ボノ、 アダム・クレイトン、 ジ・エッジ、 ラリー・マレン・ジュニア | ロン・フェア、 タル・ヘルツベルク                                                                                             | 4:21  |
| 合計時間: | 合計時間: | 合計時間: | 合計時間: | 68:48 |

| #   | タイトル                                                                    | 作詞・作曲                                                            | プロデューサー                                              | 時間 |
| --- | --------------------------------------------------------------------------- | --------------------------------------------------------------------- | ----------------------------------------------------------- | ---- |
| 17. | 「ソー・レディ feat. ラファエル・サディーク」(So Lady feat. Raphael Saadiq) | メアリー・J. ブライジ、 ラファエル・サディーク、 ティードラ・モーゼス | ラファエル・サディーク、 ジェイク・アンド・ザ・ファットマン | 4:17 |

| #   | タイトル                                                                    | 作詞・作曲                                                            | プロデューサー                                              | 時間 |
| --- | --------------------------------------------------------------------------- | --------------------------------------------------------------------- | ----------------------------------------------------------- | ---- |
| 17. | 「ソー・レディ feat. ラファエル・サディーク」(So Lady feat. Raphael Saadiq) | メアリー・J. ブライジ、 ラファエル・サディーク、 ティードラ・モーゼス | ラファエル・サディーク、 ジェイク・アンド・ザ・ファットマン | 4:17 |
| 18. | 「ショウ・ラヴ」(Show Love)                                                 | メアリー・J. ブライジ、 ショーン・ギャレット チャッキー・トンプソン   | チャッキー・トンプソン                                      | 3:40 |

| #   | タイトル                                                                    | 作詞・作曲                                                            | プロデューサー                                              | 時間 |
| --- | --------------------------------------------------------------------------- | --------------------------------------------------------------------- | ----------------------------------------------------------- | ---- |
| 17. | 「ソー・レディ feat. ラファエル・サディーク」(So Lady feat. Raphael Saadiq) | メアリー・J. ブライジ、 ラファエル・サディーク、 ティードラ・モーゼス | ラファエル・サディーク、 ジェイク・アンド・ザ・ファットマン | 4:17 |
| 18. | 「ショウ・ラヴ」(Show Love)                                                 | メアリー・J. ブライジ、 ショーン・ギャレット チャッキー・トンプソン   | チャッキー・トンプソン                                      | 3:40 |
| 19. | 「アウト・マイ・ヘッド」(Out My Head)                                       | メアリー・J. ブライジ                                                 | リッチ・ハリソン                                            | 3:41 |

| #   | タイトル                    | 作詞・作曲                                                          | プロデューサー         | 時間 |
| --- | --------------------------- | ------------------------------------------------------------------- | ---------------------- | ---- |
| 17. | 「ショウ・ラヴ」(Show Love) | メアリー・J. ブライジ、 ショーン・ギャレット チャッキー・トンプソン | チャッキー・トンプソン | 3:40 |

## 収録曲解説
1. トラック1「ノー・ワン・ウィル・ドゥ」には、バニー・シグラー（英語版）が作詞・作曲したオージェイズの1976年の曲「アイ・スウェア、アイ・ラヴ・ノー・ワン・バット・ユー」(I Swear, I Love No One But You)の一節が取り入れられている[1]。
2. トラック2「イナフ・クライン feat. ブルック」を手掛けたロドニー・ジャーキンスは、メアリーの3枚目のアルバム『シェア・マイ・ワールド』(Share My World) で注目されたプロデューサーで、その後にブランディ&モニカの「ザ・ボーイ・イズ・マイン」(The Boy Is Mine)の制作で一躍脚光を浴び、デスティニーズ・チャイルドの「セイ・マイ・ネイム」(Say My Name)、「ケイター・2・U」(Cater 2 U)の作曲などでも知られている。ショーン・ギャレット（英語版）もビヨンセのヒット曲などのプロデュースに関わっている。
3. トラック3「アバウト・ユー feat. ウィル・アイ・アム and ニーナ・シモン」には、アンソニー・ニューリーとレスリー・ブリカッス（英語版）が作詞・作曲したニーナ・シモンの1964年の曲「フィーリング・グッド」(Feeling Good)のニーナ・シモンの声を含んだ一部がサンプリングされている[1]。
4. トラック4「ビー・ウィザウト・ユー」を手掛けたブライアン・マイケル・コックス（英語版）は、アッシャーの2004年のヒット曲「バーン」、「コンフェッションズ・パート2」の制作でも知られている。プロデュースに参加しているロン・フェア（英語版）は、ブラック・アイド・ピーズやキーシャ・コールのプロデュースにも関わっている[1]。
5. トラック5「ゴナ・ブレイクスルー feat. ブルック」には、ハリー・パーマー（英語版）が作曲したザ・モホークス（英語版）の1968年の曲「ザ・チャンプ」(The Champ)が基調としてサンプリングされている[1]。
6. トラック6「グッド・ウーマン・ダウン」には、ロバート・アリエス（英語版）、フレディ・ジャクソン、メリッサ・モーガン（英語版）が作詞・作曲したメリッサ・モーガンの1986年の曲「ハート・ブレイキング・ディシジョン」(Heart Breaking Decision)の一節が取り入れられている[1]。
7. トラック7「テイク・ミー・アズ・アイ・アム」には、ロニー・リストン・スミスが作曲・演奏した1983年の曲「ア・ガーデン・オブ・ピース」(A Garden of Peace)（アルバム『ドリーム・オブ・トゥモロー』(Dreams Of Tomorrow)に収録）がサンプリングされている[1]。「テイク・ミー・アズ・アイ・アム」の楽曲制作とプロデュースに関わっているジョーダン・スーコフ（インフィニティ（英語版））は、カファルナウム(Capharnaum)というバンドの元メンバーである[4]。
8. トラック8「バゲージ」を手掛けたジャム&ルイスは、ロドニー・ジャーキンス同様に3枚目のアルバム『シェア・マイ・ワールド』からプロデューサーになっているが、ジャム&ルイスと関連のあるサウンズ・オブ・ブラックネスのジェイムズ・Q・ライトも制作に参加している[1]。
9. トラック9「キャント・ハイド・フロム・ラヴ feat. ジェイ・Z」には、アーサー・ロス（英語版）とリオン・ウェアが作詞・作曲したマイケル・ジャクソンの1972年の曲「ボクはキミのマスコット」(I Wanna Be Where You Are)の一部が少しサンプリングされている[1]。ジェイ・Zとメアリーの本格的コラボは、未発表に終わった「ロック・ステディ」(Rock Steady)以来、久しぶりとなった[1]。
10. トラック10「MJB・ダ・MVP feat. 50セント」の原曲は、ゲームの2005年の曲「ヘイト・イット・オア・ラヴ・イット」(Hate It or Love It)である。メアリーがこの曲を歌ったのを聴いたゲーム本人がメアリーとコラボレートしたいと申し入れてきたことから、このアレンジ・バージョン「MJB・ダ・MVP」（元の題名は「「MVP」」）が出来上がった[1]。
「ヘイト・イット・オア・ラヴ・イット」同様「MJB・ダ・MVP」には、ノーマン・ハリス（英語版）、ロン・ベイカー（英語版）、アラン・フェルダー（英語版）が作詞・作曲したザ・トランプス（英語版）の1975年の曲「ラバー・バンド」(Rubber Band)の一部がサンプリングされている[1]。
また、この自身のデビューからの経過を振り返っている「MJB・ダ・MVP」には[注釈 1]、メアリーの過去のシングルの数々の一節が入っているため、メアリーの1995年のシングル「メアリー・ジェーン (オール・ナイト・ロング)」(Mary Jane (All Night Long))でサンプリングされていたリック・ジェームス作詞・作曲の1983年の曲「オール・ナイト・ロング」(All Night Long)がクレジットされている[1]。
同様に、1992年のデビューシングル「ユー・リマインド・ミー」(You Remind Me)でサンプリングされていたパトリース・ラッシェンとカレン・エヴァンス（英語版）作詞・作曲の1982年の曲「リマインド・ミー」(Remind Me)や、1995年のシングル「マイ・ライフ」(My Life)でサンプリングされていたロイ・エアーズ作詞・作曲の1976年の曲「エヴリボディ・ラヴズ・ザ・サンシャイン」(Everybody Loves the Sunshine)がクレジットされている[1]。
11. トラック11「キャント・ゲット・イナフ」も、トラック8と同じくジャム&ルイスと、その関連プロデューサーによって制作された落ちついた曲調である。
12. トラック12「エイント・リアリー・ラヴ」は、トラック4「ビー・ウィズアウト・ユー」同様、ブライアン・マイケル・コックスや、ジョンティ・オースティン（英語版）が手掛けているが、ジョンティ・オースティンは、マライア・キャリーのヒット曲「ウィ・ビロング・トゥゲザー」の制作でも知られ、ブライアン・マイケル・コックスとジョンティ・オースティンは、メアリーの後発のアルバムのプロデュースにも関わることになる。
13. トラック13「アイ・ファウンド・マイ・エヴリシング feat. ラファエル・サディーク（英語版）」は、作曲・プロデュースしたラファエル・サディークがベースやギターを演奏し、ケルヴィン・ウッテン（英語版）のピアノ伴奏が印象的な正統派的R&Bナンバーで、メアリー自身が気に入っている曲である[1]。シングル化されていないが、対外的にも評価が高く、第49回グラミー賞 (49th Annual Grammy Awards)の「最優秀トラディショナルR&Bパフォーマンス賞」(Best Traditional R&B Performance)にノミネートされている。
14. トラック14「ファザー・イン・ユー」は、幼いころに両親が離婚し父親の不在で育ったメアリー自身が、男性に「父性」を求める心情の歌詞で、彼女の特徴の「生の」(raw) 歌唱が哀切に響くナンバーとなっている。トラック9「キャント・ハイド・フロム・ラヴ feat. ジェイ・Z」を制作したドレー&ヴァイダル（英語版）やライアン・トビーが制作に関わっている[1]。
15. トラック15「アローン feat. デイヴ・ヤング（英語版）」でデュエットしているデイヴ・ヤングの歌声は、メアリーのかつての恋人・K-Ciヘイリー（英語版）の声質と似ている。このデイヴ・ヤングは、タリブ・クウェリの「ネヴァー・ビーン・イン・ラヴ」(Never Been in Love)のフィーチャリングでも知られている[1]。楽曲制作に関わっているデイヴェル・マッケンジー（英語版）は、デイヴ・ホリスター（英語版）などをプロデュースしている[1]。
16. トラック16「ワン with U2」は、ボノが第45回グラミー賞（2003年2月開催）で「ミュージケアーズ・パーソン・オブ・ザ・イヤー」に選ばれた際のチャリティー・ディナーで、メアリーが「ワン」を歌い、ボノと意気投合したことが、このデュエット版レコーディングのきっかけとなった[1]。

## オールタイム・ランキング
| 出版媒体（国）                      | ランキング名称                                                                                             | 位 | 発表年度 |
| ----------------------------------- | --- | -- | -------- |
| ビルボード200（米） (Billboard 200) | グレイテスト・オールタイム・ビルボード200女性アルバム (Greatest of All Time Billboard 200 Albums by Women) | 93 | 2019     |

## 受賞・ノミネート
- 2006年ビルボード・ミュージック・アワード (2006 Billboard Music Awards)
  - トップR&Bアルバム賞 (Top R&B Album)受賞
  - 年間R&B/ヒップホップ・アルバム・アーティスト賞 (R&B/Hip-Hop Album Artist of the Year)受賞
  - 年間女性R&B/ヒップホップ・アーティスト賞 (Female R&B/Hip-Hop Artist of the Year)受賞
  - トップR&Bアーティスト賞 (Billboard Music Award for Top R&B Artist)受賞
  - 年間R&B/ヒップホップ楽曲アーティスト賞 (R&B/Hip-Hop Songs Artist of the Year)受賞
  - トップR&B楽曲賞 (Top R&B Song)受賞 - 「ビー・ウィザウト・ユー」(Be Without You)
  - 年間R&B/ヒップホップ・エアプレイ楽曲賞 (R&B/Hip-Hop Airplay Song of the Year)受賞 - 「ビー・ウィザウト・ユー」
  - 年間ホット100エアプレイ楽曲賞 (Hot 100 Airplay Song of the Year)受賞 - 「ビー・ウィザウト・ユー」
  - 年間ビデオクリップ賞 (Videoclip of the Year)受賞 - 「ビー・ウィザウト・ユー」
  - トップ女性アーティスト賞 (Top Female Artist)ノミネート
  - 年間女性ビルボード200アルバム賞 (Female Billboard 200 Album Artist of the Year)ノミネート
  - 年間女性ホット100アーティスト賞 (Female Hot 100 Artist of the Year)ノミネート
  - 年間ビデオクリップ・アーティスト賞 (Videoclips Artist of the Year )ノミネート

- 第34回アメリカン・ミュージック・アワード (American Music Awards of 2006)
  - 最人気ソウル/R&Bアルバム賞 (Favorite Soul/R&B Album)受賞
  - 最人気ソウル/R&B女性アーティスト賞 (Favorite Soul/R&B Female Artist)受賞
  - 年間アーティスト賞 (Artist of the Year)ノミネート

- 第6回BETアワード (BET Awards 2006)
  - 最優秀女性R&Bアーティスト賞 (Best Female R&B Artist)受賞
  - 年間ビデオ賞 (Video of the Year)受賞 - 「ビー・ウィズアウト・ユー」

- 第49回グラミー賞 (49th Annual Grammy Awards)
  - 最優秀R&Bアルバム賞 (Best R&B Album)受賞
  - 最優秀女性R&Bボーカル・パフォーマンス賞 (Best Female R&B Vocal Performance)受賞 - 「ビー・ウィズアウト・ユー」
  - 最優秀R&B楽曲賞 (Best R&B Song)受賞 - 「ビー・ウィズアウト・ユー」
  - 年間レコード大賞 (Record of the Year)ノミネート - 「ビー・ウィズアウト・ユー」
  - 年間楽曲賞 (Song of the Year)ノミネート - 「ビー・ウィズアウト・ユー」
  - 最優秀ポップ・コラボレーション・ボーカル賞(Best Pop Collaboration with Vocals)ノミネート - 「ワン with U2」(One with U2)
  - 最優秀トラディショナルR&Bパフォーマンス賞 (Best Traditional R&B Performance)ノミネート - 「アイ・ファウンド・マイ・エヴリシング feat. ラファエル・サディーク（英語版）」(I Found My Everything feat. Raphael Saadiq)

- 第37回NAACPイメージ・アワード (37th NAACP Image Awards)
  - アウトスタンディング・アルバム賞 (Outstanding Album)ノミネート
  - アウトスタンディング・女性アーティスト賞 (Outstanding Female Artist)ノミネート
- 第38回NAACPイメージ・アワード (38th NAACP Image Awards)
  - アウトスタンディング・楽曲賞 (Outstanding Song)ノミネート - 「ビー・ウィズアウト・ユー」
  - アウトスタンディング・女性アーティスト賞 (Outstanding Female Artist)受賞

- 2007年ソウル・トレイン・ミュージック・アワード (2007 Soul Train Music Awards)
  - 最優秀R&B/ソウル・アルバム賞-女性部門 (Best R&B/Soul Album – Female)受賞
  - 最優秀R&B/ソウル・シングル賞-女性部門  (Best R&B/Soul Single – Female)ノミネート - 「テイク・ミー・アズ・アイ・アム」(Take Me as I Am)

- 2006年MTV ビデオ・ミュージック・アワード (2006 MTV Video Music Awards)
  - 最優秀R&Bビデオ賞 (Best R&B Video)ノミネート - 「ビー・ウィズアウト・ユー」

- 2007年米国作曲家作詞家出版者協会賞 (ASCAP)
  - 年間ソングライター賞 (Songwriter of The Year)受賞
  - 歌唱賞 (Voice of Music Award)受賞
  - 最優秀パフォーマンス・楽曲賞 (Most Performed Songs)受賞 - 「ビー・ウィズアウト・ユー」
  - ポップミュージック賞 (Pop Music Award)受賞 - 「ビー・ウィズアウト・ユー」
  - 年間楽曲賞 (Song of The Year)受賞 - 「ビー・ウィズアウト・ユー」

- 2008年米国作曲家作詞家出版者協会賞 (ASCAP)
  - R&B/ラップ楽曲賞 (Award Winning R&B/Rap Songs)受賞 - 「テイク・ミー・アズ・アイ・アム」